# ایمره هارانگی
ایمره هارانگی (انگلیسی: Imre Harangi؛ ۱۶ اکتبر ۱۹۱۳ – ۴ فوریه ۱۹۷۹) بوکسور اهل مجارستان بود.
وی در مسابقات کشوری و بین‌المللی در مجموع برندهٔ ۱ مدال طلا، ۱ مدال نقره شده‌است.